# Sergio Pellizzaro
Sergio Domenicacci Pellizzaro (Montebello Vicentino, 1º marzo 1945) è un ex calciatore italiano, di ruolo attaccante.

## Biografia
A causa della sua passione per il gioco, ha speso tutti i suoi risparmi ottenuti durante la carriera, vedendosi costretto a vendere tutto ciò che possedeva e ad aprire una piccola ditta di trasporti nel riminese, città in cui era rimasto a vivere dopo il ritiro, e un tabacchino (che poi rivenderà).
Sposato con Fiorella da cui ha avuto due figli, Stefania e Cristiano, era iscritto al Supercorso di Coverciano per prendere il patentino di allenatore, ma non concluse l'iter a causa di sopravvenuti lutti in famiglia.

## Caratteristiche tecniche
Era un attaccante spesso utilizzato come ala.
Abile nel dribbling, tentava spesso la conclusione a rete. Era anche molto veloce e in grado di servire assist vincenti agli attaccanti. Era inoltre un abile rigorista: batteva i tiri senza rincorsa.

## Carriera

Pellizzaro all'Atalanta nei primi anni '70

Cresciuto nel settore giovanile del Mantova, la società biancorossa lo fa esordire in Serie A a diciannove anni. Tra il 1963 e il 1965 colleziona 5 presenze. Dopo un anno in prestito all'Empoli, nel quale colleziona 26 presenze e 10 reti, si afferma nella città virgiliana, dove nella stagione 1965-1966 scende in campo 36 volte segnando 5 gol.
Viene quindi acquistato dalla Roma. Nella capitale gioca 12 partite segnando un gol nella stagione 1966-1967, e quindi viene ceduto al Catanzaro in Serie B, dove realizza 14 gol nella stagione 1967-1968 (in 37 presenze giocate in maniera buona), fra cui una doppietta al Palermo, squadra in cui passò nella stagione successiva.
Torna quindi a giocare in Serie A con la maglia del Palermo per un biennio (dal 1968 al 1970): scende complessivamente in campo 56 volte in campionato, segnando 16 gol fra cui una tripletta all'Atalanta, anch'essa sua futura squadra; ai nerazzurri segnò anche due reti nella partita di ritorno. Il gol più bello dei 10 della prima stagione, a detta sua, è quello al L.R. Vicenza al volo di sinistro sul campo fangoso.
Al termine del periodo in rosanero in cui ci fu la retrocessione della squadra, nell'estate 1970 viene acquistato dall'Inter. A Milano trova poco spazio, non partecipando alla vittoria dell'undicesimo scudetto nerazzurro nella stagione 1970-1971 poiché ceduto in prestito al Palermo già a novembre, tornando così in Sicilia dove segna 7 gol in 29 partite. Tornato all'Inter per la stagione 1971-1972, segna 2 gol in 15 partite di campionato raggiungendo la finale della Coppa dei Campioni: in tutta la manifestazione entra sempre a partita in corso, ed è decisivo sia nei quarti di finale contro i belgi dello Standard Liegi che in finale contro gli olandesi dell'Ajax; nell'andata dei quarti fornisce l'assist a Jair per il gol vittoria, e nella gara di ritorno serve un assist a Sandro Mazzola, mentre nella semifinale contro gli scozzesi del Celtic segna il proprio tiro di rigore dopo lo 0-0 dei tempi regolamentari e supplementari.
Nel 1972 passa all'Atalanta, sempre nel massimo campionato, nell'operazione che ha portato a Milano Giuseppe Massa, Adelio Moro, Giuseppe Doldi e Sergio Magistrelli. A Bergamo, tra il 1972 e il 1974, segna 5 gol in 55 incontri disputati.
Gli ultimi anni di carriera li gioca nel Perugia, con cui ottiene una promozione in Serie A e con cui segna 10 gol in 39 partite nel biennio 1974-1976, e nel Rimini, chiudendo la carriera nel campionato cadetto. In Romagna gioca 46 partite e segna 6 reti tra il 1976 e il 1978

## Palmarès

### Club
- Campionato italiano di Serie B: 1

Perugia: 1974-1975